# Asha Philip
Asha Philip, född den 25 oktober 1990 i Leyton, är en brittisk friidrottare som tävlar i kortdistanslöpning.

## Karriär
Philip tog OS-brons på 4 x 100 meter stafett i samband med de olympiska friidrottstävlingarna 2016 i Rio de Janeiro.
Hon var en del av Storbritanniens lag vid olympiska sommarspelen 2020 i Tokyo som tog brons på stafetten 4×100 meter. Philip tävlade även i damernas 100 meter, där hon blev utslagen i semifinalen.